# Ďábel nosí Pradu
Ďábel nosí Pradu (v originále The Devil Wears Prada) je americký hraný film z roku 2006. Jde o psychologicky laděné komediální drama režiséra Davida Frankela s Meryl Streepovou a Anne Hathawayovou v hlavní roli. Další výrazné role vytvořili Emily Bluntová, Adrian Grenier, Simon Baker a Stanley Tucci. Film je obrazovým ztvárněním stejnojmenného bestseleru Lauren Weisbergerové deníku The New York Times.

## Děj
Miranda Priestlyová (Meryl Streepová) je šéfredaktorka prestižního newyorského módního časopisu Runway. Je to nejen nejmocnější a nejvlivnější žena v módním průmyslu, ale zejména velmi tvrdá a cílevědomá manažerka, která svému profesionálnímu impériu vládne tvrdou rukou, a žena, jež určuje módní trendy. Většina jejích podřízených se bojí a nenávidí ji. Její osobní asistentky a sekretářky u ní nikdy nevydrží pracovat dlouho.
Andy Sachsová (Anne Hathawayová) je čerstvá jednadvacetiletá absolventka vysoké školy, která se chce stát úspěšnou novinářkou a redaktorkou, ale nemůže najít žádné pro ni vhodné místo, proto se rozhodne, že se bude ucházet o uvolněné místo Mirandiny druhé asistentky. Je to ovšem obyčejná prostá dívka, která není ani štíhlá, o módu se nezajímá a zmíněný časopis nikdy ani nečetla. Chodí s obyčejným kuchařem Natem (Adrian Grenier), neumí se oblékat, není štíhlá jako modelka a do světa vrcholové módy se vlastně vůbec nehodí. Nicméně je velice chytrá, pracovitá a schopná, takže se postupem doby a za pomoci Mirandiny první asistentky (Emily Bluntová) i hlavního redaktora Nigela (Stanley Tucci) radikálně změní a vypracuje na Mirandinu nejlepší asistentku. Pro svoji práci obětuje i svůj vlastní osobní život, když se na čas rozejde se svým přítelem (Adrian Grenier). V momentě, kdy se obě ženy během mezinárodní módní akce týdne módy v Paříži osobně sblíží, Andy z osobních důvodů od Mirandy odejde, udobří se s přítelem Natem a snaží se stát skutečnou novinářkou.

## Hrají
| Meryl Streepová      | Miranda Priestlyová  |
| Anne Hathawayová     | Andy Sachsová        |
| Emily Bluntová       | Emily                |
| Stanley Tucci        | Nigel                |
| Adrian Grenier       | Nate                 |
| Tracie Thoms         | Lilly                |
| Rich Sommer          | Doug                 |
| Simon Baker          | Christian Thompson   |
| Daniel Sunjata       | James Holt           |
| Jimena Hoyos         | Lucia                |
| Rebecca Mader        | Jocelyn              |
| Tibor Feldman        | Irv Ravitz           |
| Stéphanie Szostak    | Jacqueline Folletová |
| David Marshall Grant | Richard Barnes       |
| James Naughton       | Stephen              |
| Colleen Dengel       | Caroline             |
| Suzanne Dengel       | Cassidy              |
| Eric Seltzer         | Roy                  |
| David Callegati      | Massimo              |
| Gisele Bündchenová   | Serena               |
| Heidi Klumová        | sebe samu            |
| Valentino Garavani   | sám sebe             |